# Caumont-sur-Durance
Caumont-sur-Durance là một xã trong tỉnh Vaucluse thuộc vùng Provence-Alpes-Côte d’Azur ở đông nam nước Pháp. Xã này nằm ở khu vực có độ cao trung bình 45 mét trên mực nước biển.
Sông Calavon đổ vào sông Durance ở xã này.